# عبدالکریم العریبی
عبدالکریم العریبی (انگلیسی: Abdelkrim Laribi؛ زادهٔ ۱۵ دسامبر ۱۹۴۳) بازیکن فوتبال اهل الجزایر است.
وی همچنین در تیم ملی فوتبال الجزایر بازی کرده‌است.